# Max Sokol
Max Sokol (geb. als Mordka Ajzik; * 2. April 1895 in Warschau; † 21. Juni 1973 in London) war ein aus Nazi-Deutschland nach England emigrierter jüdischer Bildhauer.

## Leben und Werk
Mordka Ajzik kam aus einer jüdischen Warschauer Familie. Er studierte Kunst in Stettin und bei Hugo Lederer in Berlin und arbeitete als freischaffender Künstler in Berlin. Es fehlen Informationen, wann er den Künstlernamen Sokol angenommen hat.
Das Berliner Adressbuch verzeichnete ihn das erste Mal 1934 als Bildhauer in der Neuen Schönhauser Straße 25 und letztmalig 1937 in der Zossener Straße 6a.
Nach der Machtergreifung der Nationalsozialisten und der zunehmenden Gefährdung der Juden sah Sokol sich gezwungen, Deutschland zu verlassen, und er floh 1937 nach England. Er ließ sich im Nordwesten Londons nieder, wo schon viele deutschsprachige Flüchtlinge lebten.
Schon 1937 konnte er in der Ben Uri Gallery in der jährlichen Ausstellung von Werken jüdischer Künstler erstmals ausstellen. Dort erhielt er einen eigenen Ausstellungsbereich, in dem elf seiner Skulpturen gezeigt wurden, darunter eine Porträtbüste von Adolph Michaelson, Leiter einer Notunterkunft für Juden in London, Devotion und Mutter und Kind im Sturm, das sich heute im New College in Oxford befindet. Im Laufe seines Lebens nahm Sokol an weiteren 15 Ausstellungen der Ben Uri Gallery teil.
Sokol war Mitglied des Freien Deutschen Kulturbunds (FGLC) und von 1949 bis 1968 des Kunstausschusses von Ben Uri. Seine Werke waren auch in Ausstellungen des FGLC zu sehen.
Sokol pflegte eine enge Freundschaft mit dem Maler und Galeristen Alfred Wolmark (1877–1961) und dem Dichter, Übersetzer und Journalisten Joseph Leftwich (1892–1983/84). Von beiden schuf er Porträtbüsten.
Werke Sokols befinden sich insbesondere im Ben Ury Gallery & Museum und in der Sammlung des St. Anne’s College der Universität Oxford.
Diana Deutsch, die Tochter Sokols, ist Psychologin und war Hochschullehrerin.

## Weitere Ausstellungen (unvollständig)
- 1938: London, New Burlington Galleries („Twentieth Century German Art“; mit der Bronzestatue Liegender Akt)[2]
- 1939: London, Wertheim Gallery (Erste Gruppenausstellung deutscher, österreichischer und tschechoslowakischer Maler und Bildhauer des FGLC)
- 1943: London, Whitechapel Art Gallery („Artists Aid Jewry“)
- 1943/1944: London, Royal Glasgow Institute of Fine Arts (82. Jahresausstellung; mit der Porträtbüste A. Cherne; heute in die Ben Uri Collection)[3]
- 1941, 1943, 1944 und 1948: London, Royal Academy (1941 mit Homeless[4], 1943 mit A. Charne, Esq.[5], 1944 mit der Büste von Leftwich[6] und 1948 mit der Statue David[7])